# Olga Butenop
 (avril 2023).
Si vous disposez d'ouvrages ou d'articles de référence ou si vous connaissez des sites web de qualité traitant du thème abordé ici, merci de compléter l'article en donnant les références utiles à sa vérifiabilité et en les liant à la section « Notes et références ».
Olga Butenop est une photographe russe. 

## Biographie

### Carrière professionnelle
Elle a travaillé pour RIA Novosti.